# Halowe Mistrzostwa Świata w Lekkoatletyce 2018 – sztafeta 4 × 400 m mężczyzn
Sztafeta 4 × 400 metrów mężczyzn – jedna z konkurencji biegowych rozgrywanych podczas halowych lekkoatletycznych mistrzostw świata w National Indoor Arena w Birmingham.
Tytułu mistrzowskiego nie obronili Amerykanie.

## Terminarz
| Data    | Godzina |            |
| ------- | ------- | ---------- |
| 3 marca | 12:31   | Eliminacje |
| 4 marca | 17:25   | Finał      |

## Wyniki
| WR – rekord świata \| CR – rekord mistrzostw świata \| NR – rekord kraju \| AR – rekord kontynentu \| WL – najlepszy wynik na listach światowych w sezonie 2018 \| SB – najlepszy wynik w sezonie \| PB – rekord życiowy |

### Eliminacje
Awans: Dwie najlepsze z każdego biegu (Q) oraz dwie z najlepszymi czasami wśród przegranych (q).
Źródło: IAAF.
| Pozycja | Bieg | Tor | Reprezentacja     | Zawodnicy                                                              | Czas    | Uwagi |
| ------- | ---- | --- | ----------------- | ---------------------------------------------------------------------- | ------- | ----- |
| 1.      | 2    | 6   | Stany Zjednoczone | Fred Kerley, Marqueze Washington, Paul Dedewo, Vernon Norwood          | 3:04,00 | Q     |
| 2.      | 1    | 6   | Belgia            | Dylan Borlée, Jonathan Borlée, Jonathan Sacoor, Kevin Borlée           | 3:05,22 | Q,    |
| 3.      | 1    | 5   | Polska            | Karol Zalewski, Patryk Adamczyk, Łukasz Krawczuk, Jakub Krzewina       | 3:05,24 | Q,    |
| 4.      | 2    | 5   | Wielka Brytania   | Owen Smith, Sebastian Rodger, Jamal Rhoden-Stevens, Grant Plenderleith | 3:05,29 | Q,    |
| 5.      | 1    | 3   | Trynidad i Tobago | Renny Quow, Jereem Richards, Machel Cedenio, Lalonde Gordon            | 3:05,96 | q,    |
| 6.      | 1    | 4   | Czechy            | Michal Desenský, Vít Müller, Filip Šnejdr, Patrik Šorm                 | 3:06,40 | q,    |
| 7.      | 2    | 2   | Hiszpania         | Lucas Búa, Manuel Guijarro, Aleix Porras, Samuel García                | 3:07,52 | SB    |
| 8.      | 2    | 3   | Dominikana        | Juander Santos, Raymond Urbino, Andito Charles, Leonel Bonón           | 3:10,45 | SB    |
| –       | 1    | 2   | Ukraina           |                                                                        | DNS     |       |
| –       | 2    | 4   | Jamajka           |                                                                        | DNS     |       |

### Finał
Źródło: IAAF.
| Pozycja | Tor | Reprezentacja     | Zawodnicy                                                          | Czas    | Uwagi |
| ------- | --- | ----------------- | ------------------------------------------------------------------ | ------- | ----- |
| 01 !    | 4   | Polska            | Karol Zalewski, Rafał Omelko, Łukasz Krawczuk, Jakub Krzewina      | 3:01,77 | WR    |
| 02 !    | 6   | Stany Zjednoczone | Fred Kerley, Michael Cherry, Aldrich Bailey, Vernon Norwood        | 3:01,97 | SB    |
| 03 !    | 5   | Belgia            | Dylan Borlée, Jonathan Borlée, Jonathan Sacoor, Kévin Borlée       | 3:02,51 | NR    |
| 4.      | 1   | Trynidad i Tobago | Deon Lendore, Jereem Richards, Asa Guevara, Lalonde Gordon         | 3:02,52 | NR    |
| 5.      | 2   | Czechy            | Michal Desenský, Patrik Šorm, Filip Šnejdr, Pavel Maslák           | 3:04,87 | SB    |
| 6.      | 3   | Wielka Brytania   | Owen Smith, Grant Plenderleith, Jamal Rhoden-Stevens, Lee Thompson | 3:05,08 | SB    |